# Liste des maires de Vichy
Cette page liste les maires de Vichy depuis la Révolution française. La station thermale et sous-préfecture de l'Allier connaît 31 édiles différents depuis cette date.

## Révolution française, Consulat (1790-1799)
- 2 février 1790 – 13 novembre 1791 : François-Claude Chocheprat, ancien lieutenant général en la châtellenie de Vichy (Marcenat 1736 - Vichy 1807)
- 1791 – 1795 puis 1798 – 1800 : Jean-Joseph Gravier du Monceau
- 13 juin 1800 – novembre 1802 : Louis-Antoine Sauret[Note 1] (1760-1802)

## Premier Empire, Restauration, Monarchie de Juillet (1802-1848)
- novembre 1802 – 29 mars 1805 : Godefroy de Bardon
- 29 mars 1805 – 1809 : Gilbert Chocheprat[Note 2] (Vichy, 1768 - Moulins 1838)
- 1809 – 10 mars 1814[Note 3] : Godefroy de Bardon
- 17 mars 1814 – 21 mai 1815 : Antoine Fouet
- 21 mars 1815 – 26 octobre 1815 : Jean-Joseph Gravier, ancien procureur du roi au grenier à sel de Vichy (1755-1822)
- 26 octobre 1815 – 1822 : Antoine Fouet
- 14 mai 1822 – 1831 : Baron Lucas, médecin inspecteur des eaux
- 1831 – 1832 : Louis Chaloin, maître d'hôtel
- 1833 – 1842 : Christophe Bulot, rentier
- 1843 – 1848 : Claude Ramin-Prêtre, hôtelier

## Deuxième République et Second Empire (1848-1870)
- août 1848 – 1853 : Victor Prunelle, médecin inspecteur des eaux, député et ancien maire de Lyon
- 20 août 1853 – 7 mai 1857 : Victor Noyer, chirurgien, inspecteur des eaux, nommé maire au début du Second empire
- 7 mai 1857 – 7 mai 1860 : Antoine Guillermen, hôtelier
- 7 mai 1860 – 15 septembre 1865 : Norbert Leroy, notaire
- 15 septembre 1865 – 9 septembre 1870 : Joseph Bousquet, avocat

## Troisième République et État français (1870-1944)
- 1870 – 1874 : Antoine Jardet, médecin
- 1874 – 1876 : Ernest Jaurand, pharmacien
- 1876 – 1878 : Antoine Jardet, médecin
- janvier 1878 – septembre 1878 : Alfred Bulot, avocat
- octobre 1878 – juin 1879 : Cyprien Lugagne,
- juin 1879 – mai 1892 : Georges Durin, avocat
- 15 mai 1892 – 21 mai 1893 : Gabriel Nicolas, avocat
- 21 mai 1893 – 20 mai 1900 : Ferdinand Desbrest, pharmacien
- mai 1900 – mai 1912 : Louis Lasteyras, journaliste
- mai 1912 – novembre 1919 : Armand Bernard, rentier
- décembre 1919 – mai 1929 : Louis Lasteyras
- mai 1929 – août 1944 : Pierre-Victor Léger, pharmacien (prorogé en 1941 par le régime de Vichy)

## Depuis la Libération (1944)
- août 1944 – mai 1945 : Jean Barbier, directeur de collège (nommé par le Commissaire de la République jusqu'aux prochaines élections à la suite de la révocation de Pierre-Victor Léger)
- mai 1945 – avril 1949 : Louis Moinard (DVD), négociant en charbon, président de la Fédération nationale des marchands de combustibles et président de l’Union européenne des négociants et détaillants en combustibles ;
- avril 1949 – août 1950 : Pierre-Victor Léger (DVD), pharmacien, conseiller général de l'Allier ;
- août 1950 – septembre 1967 : Pierre Coulon (RPF puis CNI), industriel, président du Conseil général de l'Allier (1961-1967), député de l'Allier (1951-1962)
- septembre 1967 – mars 1989 : Jacques Lacarin (UDF), médecin, député de l'Allier de 1986 à 1988 ;
- mars 1989 – septembre 2017[1],[2] : Claude Malhuret (UDF-PR puis UMP puis LR), médecin, ancien secrétaire d'État aux Droits de l'Homme du 2e gouvernement Chirac (1986-1988), ancien député UDF de la 4e circonscription de l'Allier, ancien conseiller régional d'Auvergne, ensuite sénateur.
- depuis le 6 octobre 2017 : Frédéric Aguilera (d)[Note 4] (LR), conseiller départemental du canton de Vichy-2 et 1er vice-président du conseil départemental de l'Allier, chargé de l'aménagement du territoire, des politiques contractuelles et de la communication (jusqu'en 2021), président de Vichy Communauté depuis le 7 octobre 2017[3]. Il était auparavant adjoint au maire de Vichy, vice-président de la communauté d'agglomération de Vichy Val d'Allier (2014-2016) puis de Vichy Communauté (2017) chargé des finances, des ressources humaines et de la mutualisation[4]. Réélu le 28 mai 2020[5]. Devient conseiller régional d'Auvergne-Rhône-Alpes et vice-président chargé des transports en juillet 2021.